# Bureja
A Bureja (oroszul: Бурея) folyó Kelet-Szibéria déli részén, Oroszország Habarovszki határterületén és Amuri területén; az Amur bal oldali mellékfolyója.

## Földrajz
Hossza: 623 km, a Jobb-Burejával együtt 739 km; vízgyűjtő területe: 70 700 km².
A Pravaja (Jobb) és a Levaja ('Bal) Bureja összefolyásával keletkezik, melyek az Ezop-hegység déli, illetve a Dussze-Aliny-hegység nyugati oldalán erednek. Mindkettő nagy esésű, hideg vizű, jellegzetes hegyi folyó.
A Bureja nagyobb részt a Habarovszki határterületen, alapvetően délnyugati irányban folyik. Felső szakaszán hegyi jellegű folyó, középső szakaszán a Turana-hegység déli nyúlványain vágja át magát, itt keskeny völgyben halad. Alsó szakaszán, a Tirma-folyó torkolata után ér át az Amuri területre, a Zeja–Bureja-medence alacsonyabban fekvő részein völgye 10 km-re kiszélesedik, így éri el az Amurt. A Bureja az Amur egyik leghidegebb vizű és leggyorsabb folyású mellékfolyója, vízgyűjtő területének egy része igen hideg éghajlatú és sok éve fagyott talajú hegyvidék.
Főként esővizek táplálják. A viszonylag száraz tél miatt tavaszi áradásai nem jelentősek, nagy árvizei július-augusztusban, nyaranta több alkalommal is megismétlődnek. Novembertől május elejéig befagy. A folyó alsó és középső szakasza hajózható.

### Mellékfolyói
- jobbról a Nyiman és a Tujun,
- balról az Urgal és a Tirma.

## Természetvédelem
A Bureját létrehozó két folyó vízgyűjtőjének egy részén 1987-ben természetvédelmi területet (zapovednyik) alakítottak ki. A közel 360 000 hektáros terület és 53 000 hektáros védőzónája 1400-1800 m magasan fekszik, legmagasabb pontja 2325 m (Dussze-Aliny). Létrehozásával kívánták megvédeni a még érintetlen erdőségeket és a magasan fekvő hegyi tavakat a gyors iparosodás és a bányászat romboló hatásaitól.

## Lakott települések
A Bureja völgyében nagyobb városok nincsenek. A kisebb települések közül kiemelhető a Habarovszki határterületen Novij Urgal és Csegdomin (szénbányászat), az Amuri területen Talakan és a Transzszibériai vasútvonal mentén Novoburejszkij.

## Erőművek, víztározók
174 km-re a folyó torkolatától, Talakan mellett hatalmas vízerőmű és víztározó létesült. A Burejai vízerőmű építése hosszú előkészítés után 1985-ben kezdődött (miután a Zejai-vízerőmű elkészült), az 1990-es években leállt, majd 2000-től lendületesen folytatódott. 2007 őszén az utolsó nagyobb energiablokkot is üzembe helyezték. A 740 km² területű, 234 km hosszú, 21 km³ befogadó képességű Burejai-víztározó legnagyobb mélysége 124 m. Feltöltését 2003-ban kezdték meg, összesen mintegy 64 000 hektár került víz alá, nagyobb része a Habarovszki határterületen.
A folyón lejjebb, Novoburejszkij térségében újabb, jóval kisebb teljesítményű vízerőművet építenek, 153 km² területű víztározóval. Befejezése 2016-ban várható.